# Branimir Mihaljević
Branimir Mihaljević (Zagreb, 8. travnja 1975.) hrvatski je skladatelj, aranžer i glazbeni producent. Glazbeno obrazovanje stekao je u srednjoj glazbenoj školi Vatroslava Lisinkog u rodnom Zagrebu, a paralelno već u tinejdžerskim danima stječe iskustvo studijskih snimanja te već sa 16 godina aranžira prve albume koji se prodaju u zlatnim tiražama.
Do danas njegov autorski rad u domeni zabavne glazbe broji stotine pjesama koje su otpjevali neki od najpopularnijih izvođača u regiji među kojima su Željko Bebek, Crvena jabuka, Oliver Dragojević, Mišo Kovač, Zlatko Pejaković, Giuliano, Nina Badrić, Severina, Luka Nižetić, Franka Batelić, Albina, Neda Ukraden, Jasmin Stavros, Kemal Monteno, Tedi Spalato, Feminnem, Mate Bulić, Amir Kazić Leo, Hari Mata Hari, Maja Šuput, Antonija Šola, Alka Vuica, Ivan Zak, Begini, Lidija Bačić, Petra Kovačević, Ivo Gamulin – Gianni i mnogi drugi regionalni, te neki inozemni izvođači među kojima su njemački superstar Juergen Drews, švicarka Beatrice Egli, bugarska diva Preslava te talijanka Ana Oxa. Njegova glazbena širina omogućila mu je da ostvari suradnju kao aranžer i glazbeni producent osim s navedenima i s desetcima drugih izvođača različitih glazbenih stilova među kojima su Thompson, Danijela Martinović, Mejaši, Leteći odred, Bosutski bećari, Miroslav Škoro, Matej Meštrović i Sudar Percussion te brojni drugi na ukupno više od dvije tisuće diskografski objavljenih snimaka.[nedostaje izvor]
U periodu od 1996. do 2002. ostvario je i vlastitu pjevačku karijeru koja je rezultirala sa  tri samostalna albuma i brojnim nastupima, a najzapaženija pjesma iz tog perioda je „Daj, daj“ koja je nakon nastupa na Dori 1998. postala najemitiranija pjesma u radijskom eteru iste godine.
Dobitnik je mnogih nagrada, uključujući Porina, brojnih Cesarica uključujući onu za hit godine. Dvije godine za redom (2018. i 2019.) proglašen je Hit autorom godine. Dobio je nagradu Narodnog radija za hit godine, Zlatnu pticu za iznimnu tiražu te nekoliko festivalskih Grand-Prixa, 2010. godine s grupom Feminnem, 2018. s Frankom, te 2021. s Albinom predstavljao je Hrvatsku na Eurosongu.[nedostaje izvor]
Skladao je glazbu za nekoliko igranih filmova a njegov soundtrack za film „Slučajni prolaznik“ osvojio je dvije nominacije za nagradu Porin. Skladao je i producirao glazbu za brojne domaće i internacionalne reklamne kampanje, najavne špice i avizo glazbu za relevantne hrvatske medije te namjenske pjesme za brojne sportske i druge manifestacije. Bio je glazbeni producent pobjedničkog tima druge sezone HRT-ovog showa „The Voice“.[nedostaje izvor] Suvlasnik je produkcijske i diskografske tvrtke Karpo Media. Redovni je član Hrvatskog društva skladatelja (HDS) i Hrvatske zajednice samostalnih umjetnika (HZSU) a od 2016. godine je član skupštine predstavnika HDS-a. U listopadu 2020. godine Branimir Mihaljević postao je umjetnički direktor Zagrebačkog festivala.[nedostaje izvor]
Unuk je hrvatskog skladatelja, književnika, novinara i radijskog urednika Branka Mihaljevića i sin hrvatskog skladatelja zabavne glazbe i tekstopisca Marija Mihaljevića.[nedostaje izvor]
Jedan je od osnivača i član jednog od najboljih hrvatskih rotary klubova: Rotary kluba Zagreb Medveščak.[nedostaje izvor]